# مات ديوك
مات ديوك (بالإنجليزية: Matt Duke) هو مغن مؤلف ومغني أمريكي، ولد في 20 يناير 1985 في ريستون في الولايات المتحدة.

## وصلات خارجية
- مات ديوك على موقع ميوزك برينز (الإنجليزية)
- مات ديوك على موقع ديسكوغز (الإنجليزية)